# Campionato italiano maschile di pallanuoto Allievi A
Il campionato italiano maschile di pallanuoto Allievi A è una delle categorie dei campionati italiani giovanili. Il torneo viene organizzato dalla FIN e dai relativi comitati regionali ed è riservato ad atleti di età inferiore ai 17 anni. Nel 2020 è stato sostituito dal campionato riservato agli Under 18, per poi riprendere la sua attività nel 2024.
È stato disputato ininterrottamente dal 1946 al 2020. È stato denominato ufficialmente campionato Allievi A fino alla stagione 2006-2007, denominazione poi ripresa nel 2024. Le squadre più titolate della categoria sono il Civitavecchia e la Rari Nantes Camogli, con 10 scudetti ciascuna.

## Formula
Lo svolgimento prevede una fase preliminare interregionale organizzata dai Comitati Regionali, con le squadre partecipanti suddivise in otto gironi da cui le prime tre classificate avanzano alla prima fase e le quarte e e le quinte accedono al campionato B. Nella prima fase si disputano quattro gironi su gare di andata a ritorno che qualificano le prime tre di ciascuno di essi alle semifinali, mentre le quarte affrontano un turno di qualificazione insieme alle prime quattro del campionato B, che porta in semifinale altri quattro club. Le sedici squadre arrivate in semifinale affrontano un'ulteriore fase a gironi da cui otto di esse accedono alle Finali nazionali, organizzate direttamente dalla FIN.

## Albo d'oro
| Stagione                                            | Vincitore                | 2º posto                 | 3º posto                 |
| --------------------------------------------------- | ------------------------ | ------------------------ | ------------------------ |
| Campionato Allievi A                                |                          |                          |                          |
| 1946                                                | Camogli                  | Florentia                | Napoli                   |
| 1947                                                | Napoli                   | Florentia                | Camogli                  |
| 1948                                                | Florentia                | Napoli                   | Sturla                   |
| 1949                                                | Camogli                  | Canottieri Napoli        | Mameli                   |
| 1950                                                | Camogli                  | Napoli                   | Sturla                   |
| 1951                                                | Napoli                   | Florentia                | Quinto                   |
| 1952                                                | Napoli                   | Nervi                    | Quinto                   |
| 1953                                                | Napoli                   | Quinto                   | Nervi                    |
| 1954                                                | Canottieri Napoli        | Florentia                | Nervi                    |
| 1955                                                | Napoli                   | Florentia                | Nervi                    |
| 1956                                                | Pro Recco                | Napoli                   | Quinto                   |
| 1957                                                | Civitavecchia            | Pro Recco                | Napoli                   |
| 1958                                                | Pro Recco                | CUS Jonica               | Napoli                   |
| 1959-61                                             | Campionato non disputato | Campionato non disputato | Campionato non disputato |
| 1962                                                | Nervi                    | Civitavecchia            | Mameli                   |
| 1963                                                | Civitavecchia            | Lazio                    | Andrea Doria             |
| 1964                                                | Civitavecchia            | Lerici Sport             | Andrea Doria             |
| 1965                                                | Napoli                   | Florentia                | Genoa                    |
| 1966                                                | Florentia                | Napoli                   | Crotone                  |
| 1967                                                | Civitavecchia            | Nervi                    | Ortigia                  |
| 1968                                                | Civitavecchia            | Triestina                | Crotone                  |
| 1969                                                | Civitavecchia            | Canottieri Napoli        | Sori                     |
| 1970                                                | Lazio                    | Canottieri Napoli        | Sori                     |
| 1971                                                | Nervi                    | Florentia                | Lazio                    |
| 1972                                                | Lazio                    | Nervi                    | Camogli                  |
| 1973                                                | Camogli                  | Nervi                    | Lazio                    |
| 1974                                                | Nervi                    | Camogli                  | Canottieri Napoli        |
| 1975                                                | Nervi                    | Camogli                  | Canottieri Napoli        |
| 1976                                                | Camogli                  | Nervi                    | Canottieri Napoli        |
| 1977                                                | Camogli                  | Civitavecchia            | Florentia                |
| 1978                                                | Mameli                   | Bogliasco                | Civitavecchia            |
| 1979                                                | Pescara                  | Camogli                  | Civitavecchia            |
| 1980                                                | Sturla                   | Posillipo                | Camogli                  |
| 1981                                                | Posillipo                | Nervi                    | Florentia                |
| 1982                                                | Nervi                    | Posillipo                | Pescara                  |
| 1983                                                | Nervi                    | Civitavecchia            | Bogliasco                |
| 1984                                                | Civitavecchia            | Savona                   | Andrea Doria             |
| 1985                                                | Civitavecchia            | Mestrina Nuoto           | Ortigia                  |
| 1986                                                | Posillipo                | Bogliasco                | Civitavecchia            |
| 1987                                                | Posillipo                | Bogliasco                | Fiamme Oro               |
| 1988                                                | Bogliasco                | Posillipo                | Lazio                    |
| 1989                                                | Bogliasco                | Pro Recco                | Canottieri Napoli        |
| 1990                                                | Pro Recco                | Bogliasco                | Posillipo                |
| 1991                                                | Civitavecchia            | Catania                  | Pro Recco                |
| 1992                                                | Pro Recco                | Civitavecchia            | Posillipo                |
| 1993                                                | Pro Recco                | Volturno                 | Civitavecchia            |
| 1994                                                | Nervi                    | Civitavecchia            | Posillipo                |
| 1995                                                | Civitavecchia            | Savona                   | Posillipo                |
| 1996                                                | Chiavari                 | Savona                   | Pro Recco                |
| 1997                                                | Lazio                    | Ortigia                  | Posillipo                |
| 1998                                                | Posillipo                | Pro Recco                | Canottieri Napoli        |
| 1999                                                | Pro Recco                | Fiamme Oro               | Posillipo                |
| 2000                                                | Lazio                    | Savona                   | Pro Recco                |
| 2001                                                | Savona                   | Bergamo                  | Posillipo                |
| 2002                                                | Roma                     | Lazio                    | Savona                   |
| 2003                                                | Pro Recco                | Lazio                    | Imperia                  |
| 2004                                                | Savona                   | Posillipo                | Pro Recco                |
| 2005                                                | Pro Recco                | Roma Vis Nova            | Lazio                    |
| 2006                                                | Roma Vis Nova            | Lazio                    | Posillipo                |
| 2007                                                | Lazio                    | Nervi                    | Bogliasco                |
| Campionato Under 17 A                               |                          |                          |                          |
| 2008                                                | Camogli                  | Posillipo                | Bogliasco                |
| 2009                                                | Posillipo                | Savona                   | Pro Recco                |
| 2010                                                | Camogli                  | Roma Vis Nova            | Nervi                    |
| 2011                                                | Camogli                  | Posillipo                | Canottieri Napoli        |
| 2012                                                | Camogli                  | Canottieri Napoli        | Bogliasco                |
| 2013                                                | Savona                   | Camogli                  | Bogliasco                |
| 2014                                                | Sori                     | Bogliasco                | Lazio                    |
| 2015                                                | Canottieri Napoli        | Pro Recco                | Telimar Palermo          |
| 2016                                                | Bogliasco                | Telimar Palermo          | Roma Nuoto               |
| 2017                                                | Canottieri Napoli        | Roma Nuoto               | Florentia                |
| 2018                                                | Savona                   | Posillipo                | Quinto                   |
| 2019                                                | Savona                   | AN Brescia               | Roma Vis Nova            |
| 2020                                                | non assegnato            | non assegnato            | non assegnato            |
| Dal 2020 al 2023 campionato riservato agli Under-18 |                          |                          |                          |
| Campionato Allievi A                                |                          |                          |                          |
| 2024                                                | Roma Vis Nova            | Lazio                    | Ortigia                  |
| 2025                                                | Lazio                    | Onda Forte Roma          | Sori                     |

### Titoli per squadra
| Squadra           |    | 2º | 3º | Podi |
| ----------------- | -- | -- | -- | ---- |
| Civitavecchia     | 10 | 5  | 4  | 19   |
| Camogli           | 10 | 4  | 3  | 17   |
| Pro Recco         | 8  | 4  | 5  | 17   |
| Nervi             | 7  | 7  | 4  | 18   |
| Lazio             | 6  | 5  | 5  | 16   |
| Napoli            | 6  | 4  | 3  | 13   |
| Posillipo         | 5  | 7  | 8  | 20   |
| Savona            | 5  | 5  | 1  | 11   |
| Bogliasco         | 3  | 5  | 5  | 13   |
| Canottieri Napoli | 3  | 4  | 6  | 12   |
| Florentia         | 2  | 7  | 3  | 12   |
| Roma Vis Nova     | 2  | 2  | 1  | 5    |
| Sori              | 1  | 0  | 3  | 4    |
| Mameli            | 1  | 0  | 2  | 3    |
| Sturla            | 1  | 0  | 2  | 3    |
| Pescara           | 1  | 0  | 1  | 2    |
| Chiavari          | 1  | 0  | 0  | 1    |
| Roma              | 1  | 0  | 0  | 1    |
| Roma Nuoto        | 0  | 1  | 1  | 2    |
| Quinto            | 0  | 1  | 4  | 5    |
| Ortigia           | 0  | 1  | 3  | 4    |
| Andrea Doria      | 0  | 0  | 3  | 3    |
| Fiamme Oro        | 0  | 1  | 1  | 2    |
| Telimar Palermo   | 0  | 1  | 1  | 2    |
| Crotone           | 0  | 0  | 2  | 2    |
| Bergamo           | 0  | 1  | 0  | 1    |
| Catania           | 0  | 1  | 0  | 1    |
| CUS Jonica        | 0  | 1  | 0  | 1    |
| Lerici Sport      | 0  | 1  | 0  | 1    |
| Mestrina Nuoto    | 0  | 1  | 0  | 1    |
| Triestina         | 0  | 1  | 0  | 1    |
| Volturno          | 0  | 1  | 0  | 1    |
| AN Brescia        | 0  | 1  | 0  | 1    |
| Onda Forte Roma   | 0  | 1  | 0  | 1    |
| Genoa             | 0  | 0  | 1  | 1    |
| Imperia           | 0  | 0  | 1  | 1    |

### Titoli per provincia
| Città   |    | Club                                                                                               |
| ------- | -- | -------------------------------------------------------------------------------------------------- |
| Genova  | 32 | RN Camogli 10, Pro Recco 8, Nervi 7, RN Bogliasco 3, Mameli, Chiavari, Sportiva Sturla e RN Sori 1 |
| Roma    | 20 | Civitavecchia 10, Lazio 6, Roma 2, Vis Nova 2                                                      |
| Napoli  | 14 | RN Napoli 6, Posillipo 5, Can.Napoli 3                                                             |
| Savona  | 5  | RN Savona                                                                                          |
| Firenze | 2  | Rari Nantes Florentia                                                                              |
| Pescara | 1  | Pescara                                                                                            |

### Titoli per regione
| Regione  |    | Club                                                                                                   |
| -------- | -- | --- |
| Liguria  | 37 | RN Camogli 10, Pro Recco 8, Nervi 7, RN Savona 5, RN Bogliasco 3, Chiavari, Mameli, Sturla e RN Sori 1 |
| Lazio    | 20 | Civitavecchia 10, Lazio 6, Roma 2, Vis Nova 2                                                          |
| Campania | 14 | RN Napoli 6, Posillipo 5, Can.Napoli 3                                                                 |
| Toscana  | 2  | Rari Nantes Florentia                                                                                  |
| Abruzzo  | 1  | Pescara                                                                                                |